# Nimba saxatilis
Nimba saxatilis är en mossdjursart som beskrevs av Hayward och Ryland 1995. Nimba saxatilis ingår i släktet Nimba och familjen Lacernidae. Inga underarter finns listade i Catalogue of Life.